# Kriegsgräberstätte Vossenack

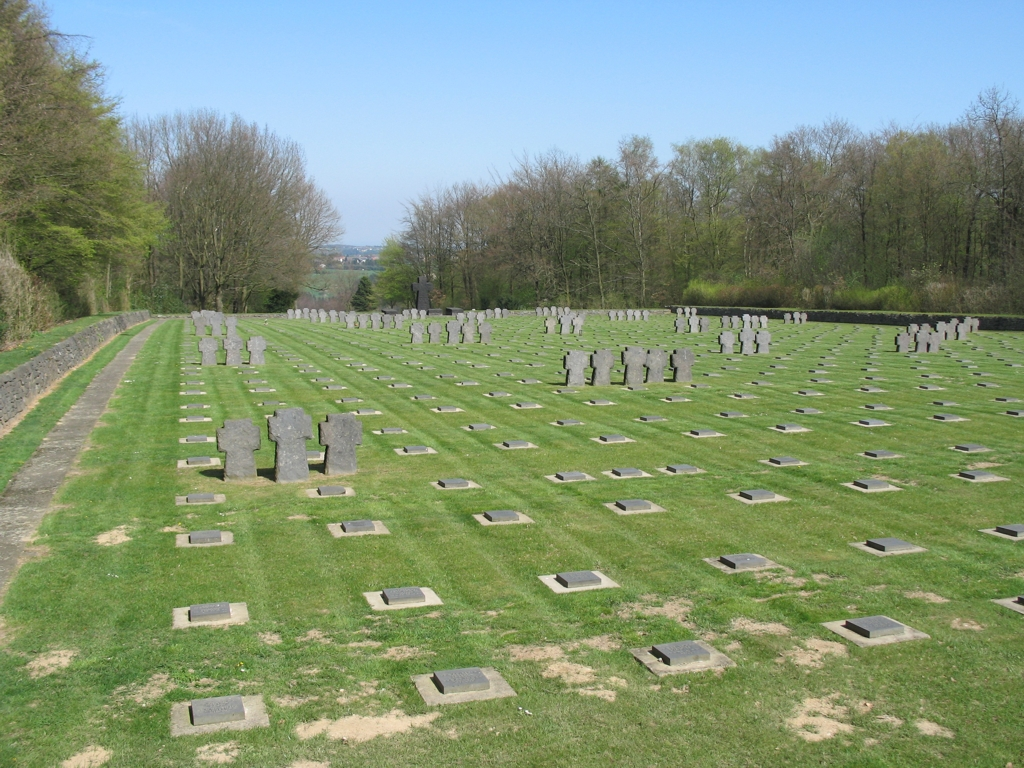
Kriegsgräberstätte Vossenack

Die Kriegsgräberstätte Vossenack in Vossenack ist eine von zwei Kriegsgräberstätten im Hürtgenwald.

## Geschichte
Zahlreiche Opfer der Allerseelenschlacht sind in dieser Kriegsgräberstätten beigesetzt worden.
Hier und auf der Kriegsgräberstätte Hürtgen liegen bei den Kämpfen im Hürtgenwald und in der Umgebung gefallene Soldaten. Sie wurden durch Freiwillige, unter ihnen der ehemalige Pionierhauptmann Julius Erasmus, geborgen und beigesetzt.

## Die Kriegsgräberstätte
Der Friedhof liegt etwa 500 m außerhalb der Ortslage unweit der Bundesstraße 399 an der Simonskaller Straße in der Nähe des Franziskaner-Gymnasiums.
Bis 1971 gehörte Vossenack zum Kreis Monschau. Dieser Kreis begann 1948 mit der Planung einer Kriegsgräberstätte auf der im Zweiten Weltkrieg umkämpften Höhe 470. Auch der Kreis Düren hatte im benachbarten Hürtgen eine Kriegsgräberstätte geplant. In Vossenack wurde im Sommer 1949 mit den Bauarbeiten begonnen. Bauherr war der Volksbund Deutsche Kriegsgräberfürsorge.
Aus dem Kreis Monschau, auch vom Dorffriedhof Vossenack, wurden insgesamt 2221 gefallene Soldaten, darunter 930 unbekannte Tote, auf dem Friedhof beerdigt. Auch befindet sich hier das Grab von Generalfeldmarschall Walter Model.

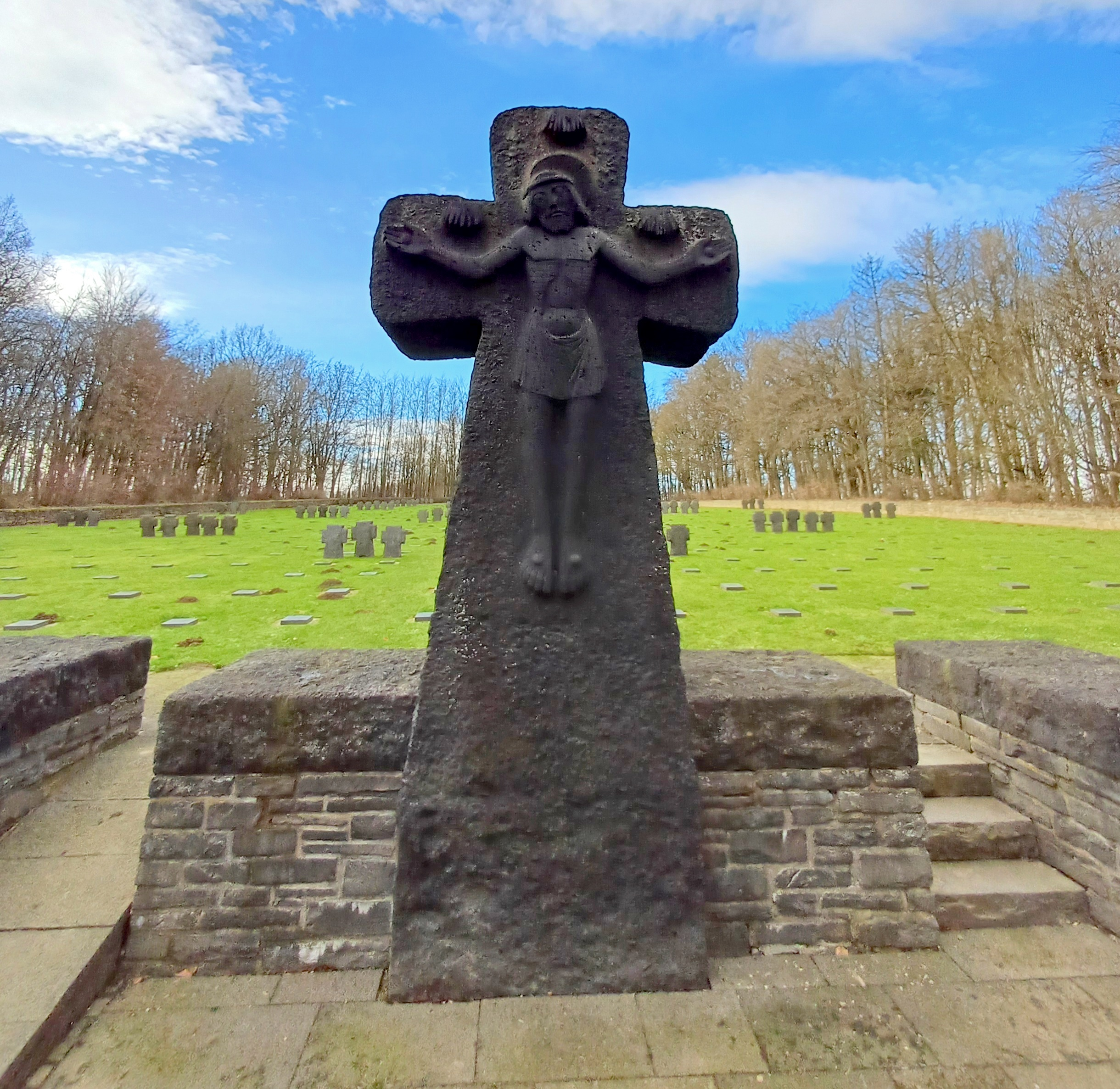
Hochkreuz
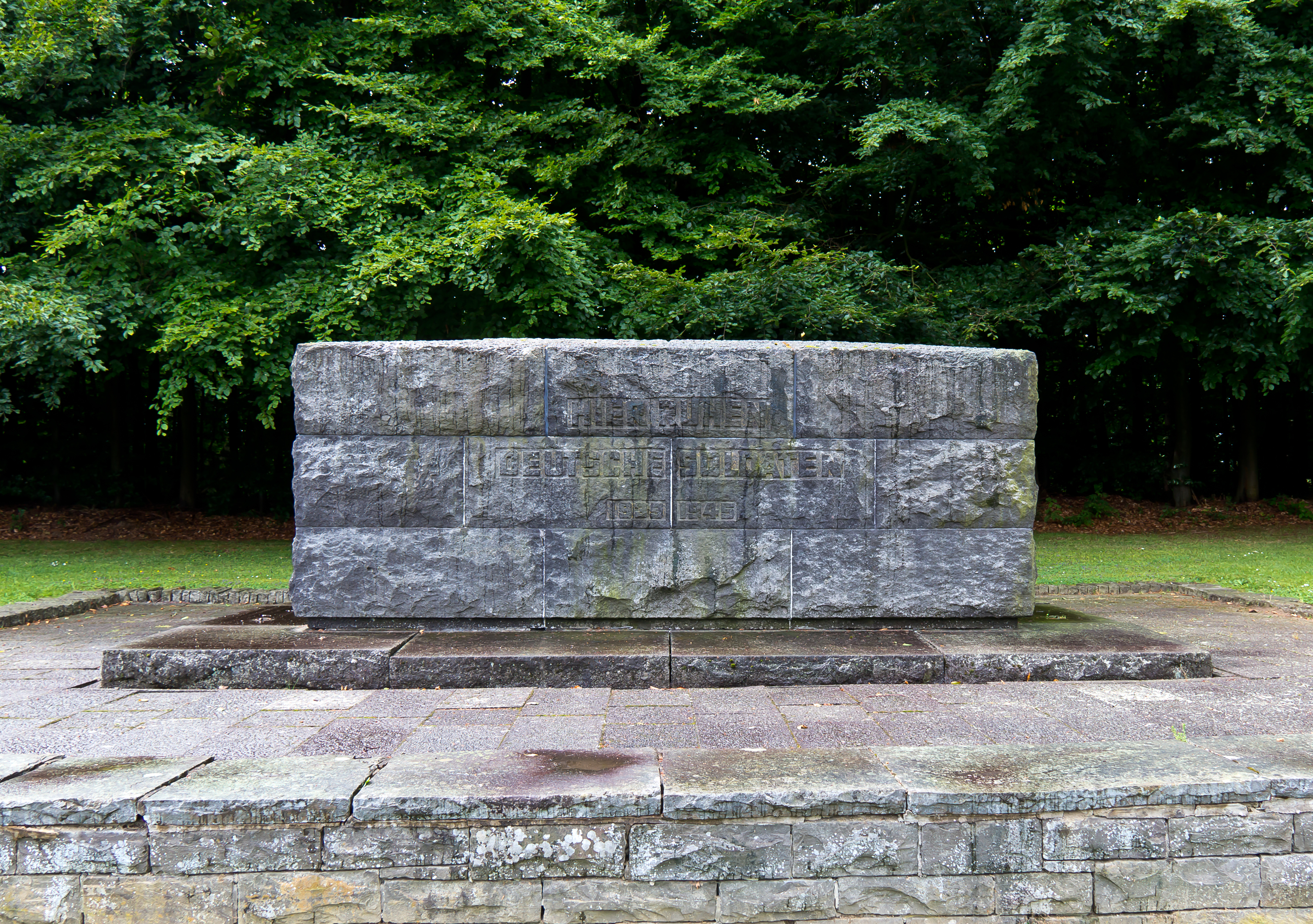
Sarkophag
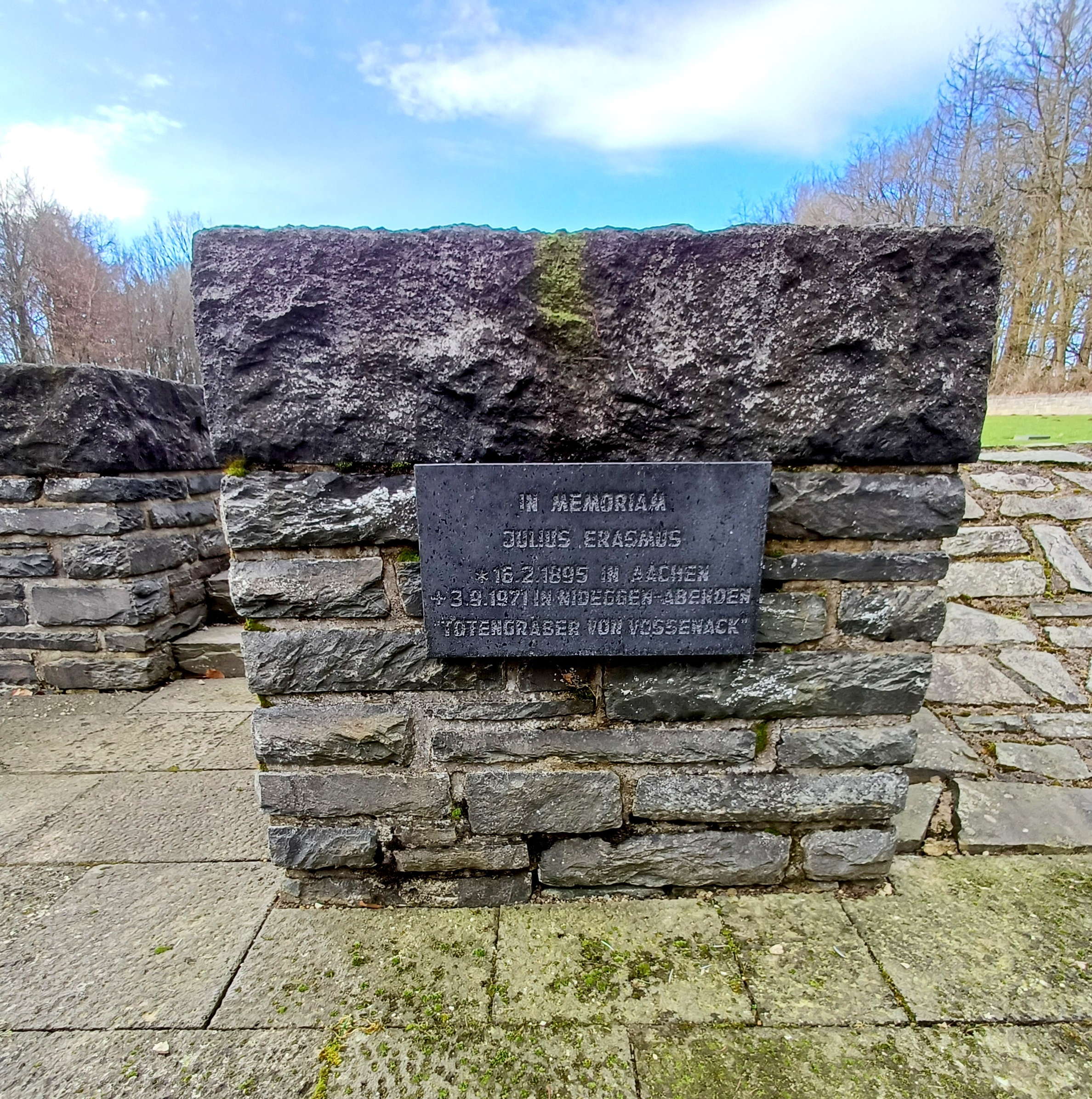
Gedenkstein Julius Erasmus
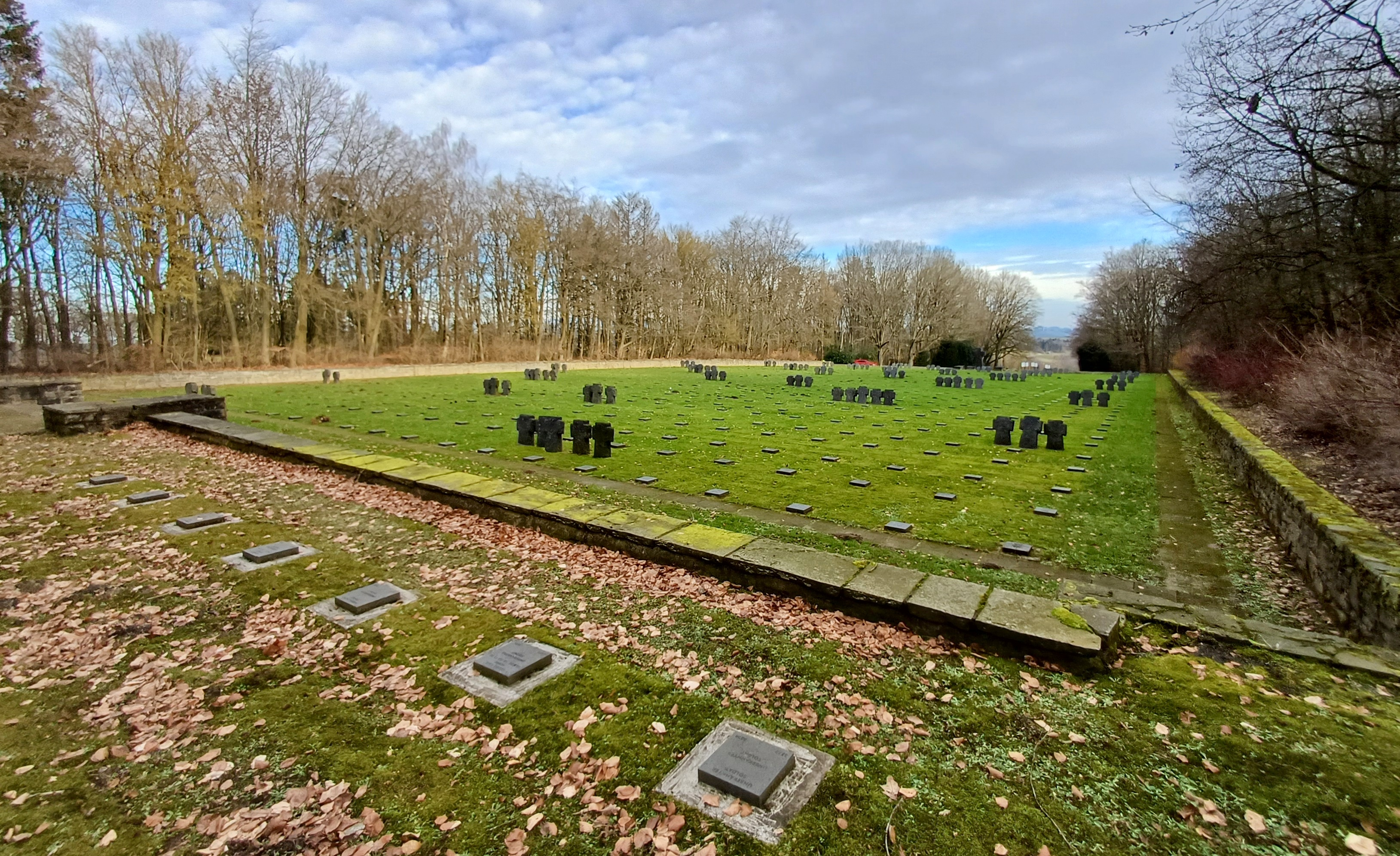
Gesamtansicht Richtung Eingang